# Resultados do Carnaval do Rio de Janeiro em 1965
Nesta página estão listados os resultados dos concursos de escolas de samba, blocos de enredo, frevos carnavalescos, ranchos carnavalescos e sociedades carnavalescas do carnaval do Rio de Janeiro do ano de 1965. Os desfiles foram realizados entre os dias 27 de fevereiro e 2 de março de 1965.
Em comemoração ao aniversário de quatrocentos anos do Rio de Janeiro, todas as escolas apresentaram enredos sobre a cidade. Foi o primeiro desfile temático do carnaval do Rio. Acadêmicos do Salgueiro conquistou seu terceiro título de campeão com um desfile sobre a história do carnaval carioca. O enredo, desenvolvido pelos carnavalescos Fernando Pamplona e Arlindo Rodrigues, foi baseado na obra História do Carnaval Carioca, da escritora Eneida de Moraes. Arlindo foi campeão pela terceira vez e Pamplona ganhou pela segunda vez. A escola inovou ao apresentar uma comissão de frente fantasiada, com figurinos assinados por Joãosinho Trinta. Com um elogiado samba-enredo, constantemente listado entre os melhores do carnaval, o Império Serrano foi vice-campeão com dez pontos de diferença para o Salgueiro. Últimas colocadas, União de Jacarepaguá e Imperatriz Leopoldinense foram rebaixadas para a segunda divisão.
Acadêmicos de Santa Cruz venceu o Grupo 2, sendo promovida à primeira divisão junto com a vice-campeã, Unidos de Vila Isabel. Unidos de São Carlos conquistou o título do Grupo 3, sendo promovida à segunda divisão junto com a vice-campeã, Unidos do Jardim.
Come e Dorme venceu o Grupo 1 dos blocos de enredo, enquanto o Foliões de Botafogo venceu o Grupo 2. Lenhadores ganhou a disputa dos frevos. União dos Caçadores foi o campeão dos ranchos. Clube dos Democráticos conquistou o título do concurso das grandes sociedades.

## Escolas de samba

### Grupo 1
O desfile do Grupo 1 foi organizado pela Associação das Escolas de Samba do Estado da Guanabara (AESEG) e realizado na Avenida Presidente Vargas, entre as 22 horas do domingo, dia 28 de fevereiro de 1965, e as 9 horas do dia seguinte. O desfile foi aberto por Imperatriz Leopoldinense e Império da Tijuca, respectivamente vice-campeã e campeã do Grupo 2 do ano anterior. Em comemoração ao aniversário de quatrocentos anos do Rio de Janeiro, completados no dia do desfile (1 de março), todas as escolas apresentaram enredos sobre a cidade. Foi o primeiro desfile temático das escolas de samba no carnaval do Rio.
| Ordem dos desfiles |
| 1. Imperatriz Leopoldinense 2. Império da Tijuca 3. Aprendizes de Lucas 4. Unidos da Capela 5. Estação Primeira de Mangueira 6. Acadêmicos do Salgueiro 7. Portela 8. Império Serrano 9. União de Jacarepaguá 10. Mocidade Independente de Padre Miguel |

#### Quesitos e julgadores
Quatorze quesitos foram julgados, sendo que, o quesito Desfile teve três julgadores.
| Quesito | Quesito                  | Quesito            | Julgador             | Valor         |
| ------- | ------------------------ | ------------------ | -------------------- | ------------- |
|         | Bateria                  | Bateria            | Marília Batista      | 0 a 10 pontos |
|         | Harmonia                 |                    | Marília Batista      | 0 a 10 pontos |
|         | Melodia                  |                    | Marília Batista      | 0 a 10 pontos |
|         | Fantasias                | Fantasias          | Thérése Quié         | 0 a 10 pontos |
|         | Bandeira                 | Bandeira           | Nalmi Flores         | 0 a 10 pontos |
|         | Comissão de Frente       |                    | Nalmi Flores         | 0 a 10 pontos |
|         | Enredo                   | Enredo             | Rubem Correia        | 0 a 10 pontos |
|         | Letra do Samba           |                    | Rubem Correia        | 0 a 10 pontos |
|         | Mestre-Sala              | Mestre-Sala        | Enid Sauer           | 0 a 10 pontos |
|         | Porta-Bandeira           |                    | Enid Sauer           | 0 a 10 pontos |
|         | Evoluções                | Evoluções          | Maurício Sherman     | 0 a 10 pontos |
|         | Conjunto                 |                    | Maurício Sherman     | 0 a 10 pontos |
|         | Alegoria                 | Alegoria           | Quirino Campofiorito | 0 a 10 pontos |
|         | Desfile não Interrompido | J1                 | Milton Moraes        | 1 a 3 pontos  |
| J2      | Desfile não Interrompido | Geraldo Figueiredo |                      | 1 a 3 pontos  |
| J3      | Desfile não Interrompido | Vera Lúcia Doutel  |                      | 1 a 3 pontos  |

#### Classificação
Acadêmicos do Salgueiro foi o campeão, conquistando seu terceiro título na elite do carnaval. O campeonato anterior da escola foi conquistado dois anos antes, em 1963. O Salgueiro realizou um desfile sobre a história do carnaval carioca. O enredo, desenvolvido pelos carnavalescos Fernando Pamplona e Arlindo Rodrigues, foi baseado na obra História do Carnaval Carioca, da escritora Eneida de Moraes. Arlindo foi campeão no carnaval do Rio pela terceira vez, enquanto Pamplona ganhou pela segunda vez. A escola inovou ao apresentar uma comissão de frente fantasiada. Cerca de vinte componentes, com fantasias de burrinhas, confeccionadas por Joãosinho Trinta, representaram o cortejo em homenagem à chegada da corte de D. João VI ao Rio de Janeiro, evento que foi considerado o primeiro carnaval da cidade. Joãosinho ficou responsável pelas alegorias do desfile, ficando conhecido, na época, como Joãosinho das Alegorias.
Império Serrano e Portela somaram dez pontos a menos que a campeã. O desempate, no quesito Harmonia, deu o vice-campeonato ao Império, que apresentou um desfile sobre cinco importantes bailes da história do Rio de Janeiro. O samba-enredo da escola, composto por Dona Ivone Lara, Silas de Oliveira e Bacalhau é constantemente listado entre os melhores da história do carnaval. Campeã do ano anterior, a Portela ficou em terceiro lugar com um desfile sobre histórias e tradições do Rio. Últimas colocadas, União de Jacarepaguá e Imperatriz Leopoldinense foram rebaixadas para a segunda divisão.
| Legenda: Campeão Rebaixadas para o Grupo 2 * Sem informação disponível |

| Col. | Escola                                | Enredo                                                                       | Carnavalesco(a)                                                 | Pontos | Desempate         |
| ---- | ------------------------------------- | ---------------------------------------------------------------------------- | --------------------------------------------------------------- | ------ | ----------------- |
| 1    | Acadêmicos do Salgueiro               | História do Carnaval Carioca - Eneida                                        | Fernando Pamplona e Arlindo Rodrigues                           | 132    | -                 |
| 2    | Império Serrano                       | Cinco Bailes Tradicionais na História do Rio                                 | Direção de Carnaval                                             | 122    | Harmonia (10 pts) |
| 3    | Portela                               | Histórias e Tradições do Rio Quatrocentão, do Morro Cara de Cão à Praça Onze | Nelson de Andrade                                               | 122    | Harmonia (9 pts)  |
| 4    | Estação Primeira de Mangueira         | Rio Através dos Séculos                                                      | Júlio Mattos                                                    | 117    | -                 |
| 5    | Unidos da Capela                      | Rio de Ontem e de Hoje                                                       | *                                                               | 104    | -                 |
| 6    | Mocidade Independente de Padre Miguel | Parabéns pra Você, Rio (4.º Centenário)                                      | Luís Gardel                                                     | 95     | -                 |
| 7    | Aprendizes de Lucas                   | Progresso e Tradições do Rio                                                 | *                                                               | 92     | -                 |
| 8    | Império da Tijuca                     | Apoteose ao Rio de Janeiro                                                   | Jorge Melodia, Gerson e Pequenino                               | 89     | -                 |
| 9    | União de Jacarepaguá                  | Carnaval, Alegria do Rio                                                     | *                                                               | 86     | -                 |
| 10   | Imperatriz Leopoldinense              | Homenagem ao Brasil no IV Centenário do Rio de Janeiro                       | Armando Iglesias, Antônio Carbonelli e Paulo dos Santos Freitas | 53     | -                 |

### Grupo 2
O desfile do Grupo 2 foi organizado pela AESEG e realizado na Avenida Rio Branco, a partir das 23 horas do domingo, dia 28 de fevereiro de 1965.
| Ordem dos desfiles |
| 1. Unidos do Cabuçu 2. Tupy de Brás de Pina 3. União do Centenário 4. Aprendizes da Gávea 5. Caprichosos de Pilares 6. Unidos da Vila Santa Tereza 7. Unidos de Vila Isabel 8. Unidos da Tijuca 9. Unidos de Padre Miguel 10. Império do Marangá 11. Lins Imperial 12. Paraíso do Tuiuti 13. Independentes do Leblon 14. São Clemente 15. Acadêmicos de Santa Cruz |

Classificação
Acadêmicos de Santa Cruz foi a campeã, garantindo sua promoção inédita à primeira divisão. Vice-campeã, a Unidos de Vila Isabel também foi promovida ao Grupo 1, de onde estava afastada desde 1957.
| Legenda: Promovidas ao Grupo 1 Rebaixadas para o Grupo 3 * Sem informação disponível |

| Col. | Escola                      | Enredo                                       | Carnavalesco(a)         | Pontos |
| ---- | --------------------------- | -------------------------------------------- | ----------------------- | ------ |
| 1    | Acadêmicos de Santa Cruz    | Rio, Quatro Séculos de Glórias               | Abílio Correia de Souza | 103    |
| 2    | Unidos de Vila Isabel       | Epopéia do Teatro Municipal                  | Gabriel do Nascimento   | 101    |
| 3    | São Clemente                | Relíquias e Memórias do Rio                  | Ivo da Rocha Gomes      | 97     |
| 4    | Independentes do Leblon     | *                                            | *                       | 97     |
| 5    | Unidos da Tijuca            | *                                            | *                       | 96     |
| 6    | Lins Imperial               | Rio Através da História                      | *                       | 96     |
| 7    | Aprendizes da Gávea         | *                                            | *                       | 96     |
| 8    | Paraíso do Tuiuti           | Quatro Séculos de Glória                     | Júlio Mattos            | 93     |
| 9    | Tupy de Brás de Pina        | Outros Carnavais                             | *                       | 84     |
| 10   | Unidos do Cabuçu            | Rio de 400 Janeiros                          | *                       | 72     |
| 11   | Caprichosos de Pilares      | O IV Centenário do Rio de Janeiro            | *                       | 69     |
| 12   | Unidos de Padre Miguel      | Viagem Através do Rio                        | *                       | 66     |
| 13   | União do Centenário         | *                                            | *                       | 65     |
| 14   | Império do Marangá          | Exaltação ao IV Centenário do Rio de Janeiro | *                       | 56     |
| 15   | Unidos da Vila Santa Tereza | Rio Antigo                                   | Marco Aurélio Guimarães | 53     |

### Grupo 3
O desfile do Grupo 3 foi organizado pela AESEG e realizado no domingo, dia 28 de fevereiro de 1965, na Praça Onze.
| Ordem dos desfiles |
| 1. Paraíso de Santa Teresa (Não desfilou) 2. Unidos do Jardim 3. Acadêmicos do Engenho de Dentro 4. Unidos de Bangu 5. Unidos de São Carlos 6. Unidos do Jacaré 7. Independentes de Mesquita 8. Unidos de Manguinhos 9. União do Jacarezinho 10. Inferno Verde 11. Em Cima da Hora 12. Unidos de Nilópolis 13. Império de Campo Grande 14. Unidos do Éden 15. União da Ilha do Governador 16. Aprendizes da Boca do Mato 17. Acadêmicos do Engenho da Rainha 18. Beija-Flor 19. Unidos da Vila São Luís 20. Capricho do Centenário 21. União da Piedade 22. União de Vaz Lobo 23. Unidos da Ponte 24. Independentes do Zumbi 25. Unidos do Uraiti 26. Cartolinhas de Caxias 27. Acadêmicos de Bonsucesso (Não desfilou) 28. Unidos do Viradouro |

#### Julgadores
A comissão julgadora foi formada por Carlos Haraldo Sörensen; Carmem Sousa; Ilmar Carvalho; Ilza Rolindo; e Moacir Figueiredo.

#### Classificação
Unidos de São Carlos foi a campeã, conquistando seu retorno à segunda divisão, de onde foi rebaixada em 1960. São Carlos homenageou o Theatro Municipal do Rio de Janeiro. Vice-campeã, a Unidos do Jardim também foi promovida ao Grupo 2.
| Legenda: Promovidas ao Grupo 2 * Sem informação disponível |

| Col.                                                              | Escola                          | Enredo                                          | Carnavalesco(a)             | Pontos |
| ----------------------------------------------------------------- | ------------------------------- | ----------------------------------------------- | --------------------------- | ------ |
| 1                                                                 | Unidos de São Carlos            | História do Teatro Municipal                    | José Coelho                 | 123    |
| 2                                                                 | Unidos do Jardim                | *                                               | *                           | 103    |
| 3                                                                 | Beija-Flor                      | Lei do Ventre Livre                             | Cabana                      | 97     |
| 4                                                                 | Em Cima da Hora                 | Carnaval do Rio Através dos Séculos             | Sebastião Souza de Oliveira | 86     |
| 5                                                                 | União da Ilha do Governador     | De Estácio a Lacerda                            | Nelson                      | 76     |
| 6                                                                 | Unidos de Bangu                 | 4.° Centenário                                  | Darcy de Jesus              | 76     |
| 7                                                                 | Unidos de Manguinhos            | Homenagem ao Corpo de Bombeiros                 | Nilton Costa                | 72     |
| 8                                                                 | Capricho do Centenário          | *                                               | *                           | 69     |
| 9                                                                 | Aprendizes da Boca do Mato      | Construtores da Cidade do Rio de Janeiro        | *                           | 69     |
| 10                                                                | Unidos do Jacaré                | *                                               | *                           | 63     |
| 11                                                                | Unidos da Vila São Luís         | *                                               | *                           | 63     |
| 12                                                                | Inferno Verde                   | *                                               | *                           | 59     |
| 13                                                                | Acadêmicos do Engenho de Dentro | *                                               | *                           | 59     |
| 14                                                                | Unidos de Nilópolis             | A Cidade que o Rei Encontrou                    | *                           | 58     |
| 15                                                                | União de Vaz Lobo               | *                                               | *                           | 56     |
| 16                                                                | União da Piedade                | *                                               | *                           | 54     |
| 17                                                                | Unidos da Ponte                 | Transportes Coletivos do Rio de Ontem e de Hoje | *                           | 53     |
| 18                                                                | Independentes do Zumbi          | *                                               | *                           | 52     |
| 19                                                                | Acadêmicos do Engenho da Rainha | Rio em Três Fases                               | *                           | 50     |
| 20                                                                | Unidos do Uraiti                | Praça XI em Verde e Branco                      | *                           | 49     |
| 21                                                                | Independentes de Mesquita       | *                                               | *                           | 49     |
| 22                                                                | Império de Campo Grande         | *                                               | *                           | 48     |
| 23                                                                | Cartolinhas de Caxias           | *                                               | *                           | 42     |
| 24                                                                | Unidos do Éden                  | *                                               | *                           | 43     |
| 25                                                                | União do Jacarezinho            | *                                               | *                           | 43     |
| 26                                                                | Unidos do Viradouro             | Rio Quarto Centenário                           | *                           | 40     |
| Acadêmicos de Bonsucesso e Paraíso de Santa Teresa não desfilaram |                                 |                                                 |                             |        |

## Blocos de enredo
Segundo matéria do jornal Última Hora de 03/03/1965, o tema de quase todos os Blocos de Enredo foram os 400 anos do Rio de Janeiro. Os enredos citados abaixo, em sua maioria, foram extraídos desta mesma fonte.

### Grupo 1
O desfile foi realizado na Avenida Presidente Vargas, a partir da noite do sábado, dia 27 de fevereiro de 1965, logo após os desfiles dos frevos.
| Ordem dos desfiles |
| 1. Unidos do Cabral 2. Quem Fala de Nós Não Sabe o Que Diz 3. Vai Se Quiser 4. Namorar Eu Sei 5. Canarinhos das Laranjeiras 6. Cometas do Bispo 7. Come e Dorme 8. Centenário de Nilopolis 9. Batutas de Oswaldo Cruz 10. Unidos de Cordovil |

#### Classificação
Come e Dorme foi campeão por um ponto de vantagem para o vice, Vai Se Quiser.
| Legenda: Campeão * Sem informação disponível |

| Col. | Bloco                               | Enredo                                          | Pontos |
| ---- | ----------------------------------- | ----------------------------------------------- | ------ |
| 1    | Come e Dorme                        | Fundação Liberta                                | 31     |
| 2    | Vai Se Quiser                       | Os Egípcios                                     | 30     |
| 3    | Cometas do Bispo                    | Debret                                          | 27     |
| 4    | Quem Fala de Nós Não Sabe o Que Diz | Rio Quatrocentão - A História do Rio de Janeiro | 27     |
| 5    | Unidos de Cordovil                  | *                                               | 26     |
| 6    | Canarinhos das Laranjeiras          | Meu Rio de Alegria, Meu Rio Multicor            | *      |
| 7    | Unidos do Cabral                    | Homenagem a Estácio de Sá                       | *      |
| 8    | Batutas de Oswaldo Cruz             | Pioneiros do Rio IV Centenário                  | *      |
| 9    | Centenário de Nilopolis             | Saudação ao Rio                                 | *      |
| 10   | Namorar Eu Sei                      | Rio Quatrocentão                                | *      |

### Grupo 2
O desfile foi realizado a partir da noite da segunda-feira, dia 1 de março de 1965, na Praça Onze.
| Ordem dos desfiles |
| 1. Arranco 2. Bloco do Barriga 3. Foliões de Botafogo 4. Bafo do Bode 5. Unidos da Vila Kennedy 6. Batutas de Cordovil 7. Recanto do Sul 8. Não Tem Mosquito 9. Mocidade de Água Santa 10. Unidos do Moreira Pinto |

#### Classificação
Foliões de Botafogo foi campeão por um ponto de vantagem para o vice, Bloco do Barriga.
| Legenda: Promovidos ao Grupo 1 * Sem informação disponível |

| Col. | Bloco                   | Enredo                                                               | Pontos |
| ---- | ----------------------- | -------------------------------------------------------------------- | ------ |
| 1    | Foliões de Botafogo     | Magnitude do Rio de Janeiro de Antanho                               | 30     |
| 2    | Bloco do Barriga        | Rio, IV Centenário                                                   | 29     |
| 3    | Arranco                 | Tipos e Riquezas do Brasil                                           | 24     |
| 4    | Não Tem Mosquito        | Cidade Maravilhosa                                                   | 24     |
| 5    | Bafo do Bode            | De Mem de Sá a Estácio de Sá, a Fundação da Cidade do Rio de Janeiro | 22     |
| 6    | Mocidade de Água Santa  | Velhos Carnavais                                                     | *      |
| 7    | Unidos do Moreira Pinto | Carnaval Carioca Através dos Tempos                                  | *      |
| 8    | Batutas de Cordovil     | Rio, Orgulho de Nossa Nação                                          | *      |
| 9    | Recanto do Sul          | Beleza Rara                                                          | *      |
| 10   | Unidos da Vila Kennedy  | Desfilou como hors concours - tema não divulgado                     | *      |

## Frevos carnavalescos
O desfile dos clubes de frevo foi realizado a partir das 20 horas e 20 minutos do sábado, dia 27 de fevereiro de 1965, na Avenida Presidente Vargas.
| Ordem dos desfiles                                                                                |
| 1. Pás Douradas 2. Misto Toureiros 3. Lenhadores 4. Batutas da Cidade Maravilhosa 5. Vassourinhas |

### Julgadores
A comissão julgadora foi formada por Edmundo Carijó; Milton Moraes; Haroldo Costa; Dalva Lurdes Duarte; e Tenente Benevenuto.

### Classificação
Lenhadores foi campeão com um ponto de vantagem para o vice, Vassourinhas.
| Col. | Frevo                         | Enredo                          | Pontos |
| ---- | ----------------------------- | ------------------------------- | ------ |
| 1    | Lenhadores                    | Foliões de Quatro Séculos       | 37     |
| 2    | Vassourinhas                  | Frevo em Sete Artes             | 36     |
| 3    | Pás Douradas                  | Reminiscências do IV Centenário | 33     |
| 4    | Misto Toureiros               | Tudo É Brasil                   | 32     |
| 5    | Batutas da Cidade Maravilhosa | 400 Anos de Heroísmo e Lealdade | 21     |

## Ranchos carnavalescos
O desfile dos ranchos foi realizado na Avenida Presidente Vargas, entre as 22 horas da segunda-feira, dia 1 de março de 1965, e as 4 horas do dia seguinte.
| Ordem dos desfiles |
| 1. Recreio da Saúde 2. Unidos do Cunha 3. União dos Caçadores 4. Índios do Leme 5. Aliados de Quintino 6. Decididos de Quintino 7. Tomara que Chova 8. Unidos do Morro do Pinto 9. Azulões da Torre |

### Classificação
União dos Caçadores foi o campeão. Decididos de Quintino somou a mesma pontuação, mas ficou com o vice-campeonato nos critérios de desempate.
| Col. | Rancho                   | Enredo                                                                        | Pontos | Desempate        |
| ---- | ------------------------ | ----------------------------------------------------------------------------- | ------ | ---------------- |
| 1    | União dos Caçadores      | Rio de Janeiro, Maravilha do Século                                           | 71     | Fantasia (9 pts) |
| 2    | Decididos de Quintino    | Rio de Janeiro                                                                | 71     | Fantasia (8 pts) |
| 3    | Tomara que Chova         | Festa de Aniversário                                                          | 69     | -                |
| 4    | Recreio da Saúde         | Rio, Cidade Histórica                                                         | 63     | -                |
| 5    | Unidos do Morro do Pinto | Comemoração do IV Centenário                                                  | 56     | -                |
| 6    | Aliados de Quintino      | Rio, Quatro Séculos                                                           | 56     | -                |
| 7    | Azulões da Torre         | IV Centenário                                                                 | 51     | -                |
| 8    | Unidos do Cunha          | Rio, Cidade em Festa                                                          | 50     | -                |
| 9    | Índios do Leme           | Um Pouco da História da Fundação da Cidade de São Sebastião do Rio de Janeiro | 45     | -                |

## Sociedades carnavalescas

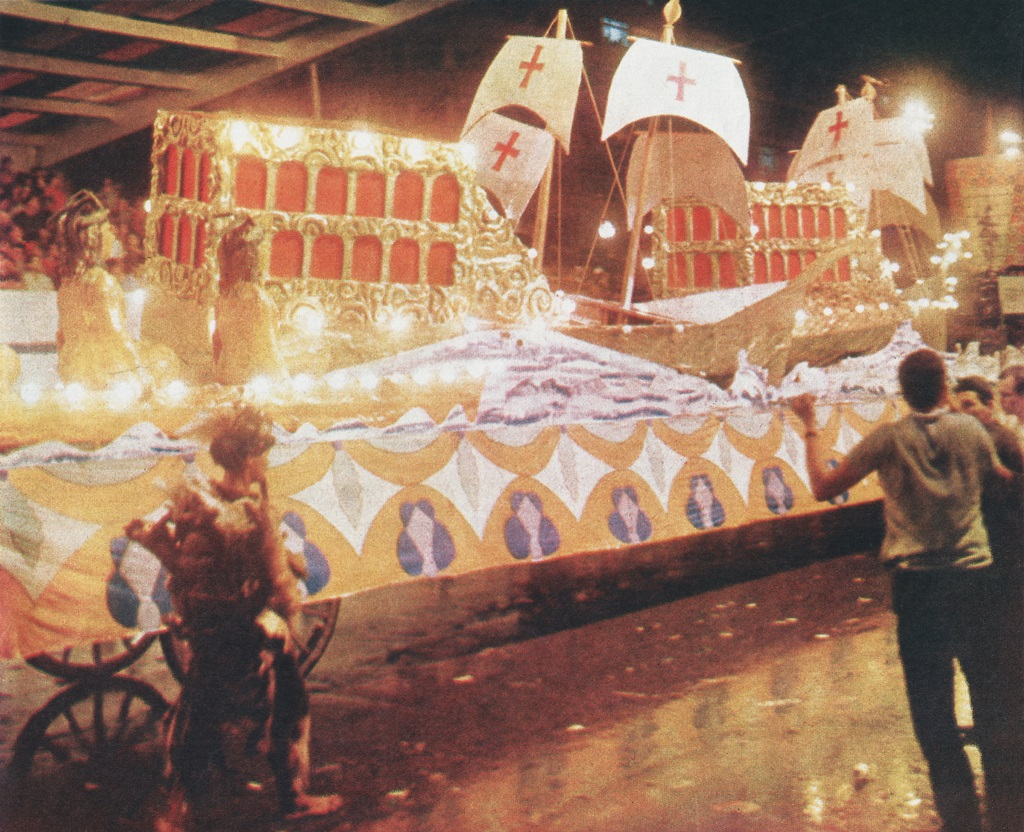
Imagem do desfile das sociedades carnavalescas no carnaval de 1965.

O desfile das grande sociedades foi realizado na Avenida Presidente Vargas, entre a noite da terça-feira, dia 2 de março de 1965, e as primeiras horas do dia seguinte.

### Quesitos e julgadores
As sociedades foram avaliadas em nove quesitos.
| Quesito | Quesito             | Quesito             | Julgador                 |
| ------- | ------------------- | ------------------- | ------------------------ |
|         | Guarda-roupa        | Guarda-roupa        | Carlos Haraldo Sörensen  |
|         | Comissão de Frente  |                     | Carlos Haraldo Sörensen  |
|         | Concepção artística | Concepção artística | Quirino Campofiorito     |
|         | Crítica             |                     | Quirino Campofiorito     |
|         | Conjunto            |                     | Quirino Campofiorito     |
|         | Cenografia          | Cenografia          | Ari Fagundes             |
|         | Iluminação          |                     | Ari Fagundes             |
|         | Maquinaria          |                     | Ari Fagundes             |
|         | Esculturas          | Esculturas          | Murilo Carlos de Gouveia |

### Classificação
Clube dos Democráticos foi o campeão. O artista responsável pela parte plástica foi Franklin da Fonseca. O setor de eletricidade ficou a cargo de Antônio Carlos Santana. As alegorias foram orçadas em 11 milhões de cruzeiros. O enredo teve como tema Estácio de Sá, a fundação da cidade do Rio de Janeiro e personagens do carnaval antigo. O carro-crítica foi intitulado "Esvazia-Pneus", sendo dedicado ao diretor do departamento de trânsito, Coronel Américo Fontenele.
| Col. | Sociedade               | Pontos |
| ---- | ----------------------- | ------ |
| 1    | Clube dos Democráticos  | 51     |
| 2    | Fenianos                | 47     |
| 2    | Tenentes do Diabo       | 47     |
| 2    | Embaixadores            | 47     |
| 3    | Pierrôs da Caverna      | 39     |
| 4    | Clube dos Cariocas      | 35     |
| 5    | Embaixada do Sossego    | 34     |
| 6    | Turunas de Monte Alegre | 34     |